# Patellariales
Patellariales es un orden de la clase de hongos ascomicetos Dothideomycetes, conformado por una única familia llamada  Patellariaceae. Según una estimación del 2008 la familia contiene 15 géneros y 38 especies.

## Géneros
- Baggea
- Banhegyia
- Brunaudia
- Endotryblidium
- Eutryblidiella
- Holmiella
- Lahmiomyces
- Lecanidiella
- Lecanidion
- Lirellodisca
- Murangium
- Patellaria
- Poetschia
- Rhizodiscina
- Rhytidhysteron
- Schrakia
- Stratisporella
- Tryblidaria
- Tryblidiella